# 2446 Lunacharsky
2446 Lunacharsky је астероид главног астероидног појаса чија средња удаљеност од Сунца износи 2,355 астрономских јединица (АЈ).
Апсолутна магнитуда астероида је 12,9.